# Shirley Tetteh
Shirley Tetteh (* um 1990) ist eine britische Fusion- und Jazzmusikerin (Gitarre).

## Leben und Wirken
Tetteh, deren Eltern aus Ghana stammen, spielte ab dem zwölften Lebensjahr Gitarre und begann sich als Jugendliche auf Musik zu konzentrieren. Als Gitarristin war sie zunächst stark von Steve Lukather beeinflusst, dann auch von Jeff Beck, Jimmy Page und vor allem von Allan Holdsworth. Sie besuchte Workshops der Tomorrow’s Warriors, wo sie eine musikalische Ausbildung erhielt und mit Moses Boyd, Nathan und Theon Cross, Tyrone Isaac-Stuart, Jared Boswell, Sheila Maurice-Grey und Nubya Garcia vertraut wurde. In der Folge ist sie auch mit Saxophonisten wie Nathaniel Facey, Jason Yarde, Arun Ghosh und Lewis Wright aufgetreten und mit Courtney Pine auf Tournee gegangen. Sie ist Mitglied des von Radio Jazz FM nominierten Septetts Nerija (Blume), des bei Brownswood veröffentlichenden Sextetts Maisha um Jake Long und des Seed-Ensembles von Cassie Kinoshi. Gegenwärtig ist sie zudem die Gitarristin von Jazz Jamaica. Weiterhin war sie an Alben von Zara McFarlane (Arise), Camilla George (The People Could Fly) und Daniel Casimir (Escapee) beteiligt und arbeitete mit dem Marc Bennett Quintet, Groundation, der Trompeterin Yazz Ahmed (Polyhymnia) und mit Gary Bartz.
Tetteh erhielt 2018 bei den Parliamentary Jazz Awards die Auszeichnung als „Jazz Newcomer of the Year“.